# Adda Ravnkilde
Adele Marie ”Adda” Ravnkilde, född 30 juli 1862 i Sakskøbing, död 30 november 1883 i Frederiksberg, var en dansk lärare och författare.
Adda Ravnkilde var dotter till stads- och häradsfullmäktige Christian Claudi Ravnkilde (1835–1896) och Margrethe Catinka Vilhelmine Bruun (1835–1912). Hon gick på flickskola i Sakskøbing och sedan, på Georg Brandes uppmaning, två år på N. Zahles Skole i Köpenhamn (1874–1876). Hon arbetade därefter en kort tid som huslärarinna 1880 på Snoldelevs prästgård, men återvände sedan till föräldrahemmet i Sæby där hon stannade i några år. Genom sin vänskap med Lizzie Miller, hustru till författaren Alfred Ipsen, kom Ravnkilde i kontakt med litteraturen. Hon återvände till Köpenhamn 1883 för att studera till lärarinna. På Brandes uppmaning ändrade hon dock sig och tog studentexamen och följde hans föreläsningar på Köpenhamns universitet.
Under sitt korta liv fick Ravnkilde tre böcker publicerade; En Pyrrhussejr (1880), Judith Fürste (1881) och Tantaluskvaler (1883). Den första och den sista boken gavs ut under den gemensamma titeln To Fortællinger. I dessa får man följa samma karaktär, en kvinna som söker frigöra sig från sin man och hans makt över henne och utveckla sina kreativa och intellektuella egenskaper. Hennes verk gavs ut postumt efter hennes död 1883 och redigerades av Georg Brandes, Erik Skram och Amalie Skram. Utöver dessa tre romaner skrev hon under åren lopp även många dikter, som dock aldrig blev publicerade.
30 november 1883 begick Ravnkilde självmord, 21 år gammal.